# Adenízia da Silva
Adenízia Ferreira da Silva (Ibiaí, 18 dicembre 1986) è una pallavolista brasiliana, centrale del Bauru.

## Carriera

### Club
La carriera di Adenízia da Silva inizia nel 1999 all'interno del settore giovanile del BCN, che nel 2003 muta la propria denominazione in Finasa, venendo promossa in prima squadra nella stagione 2007-08; con la formazione paulista conquista la Coppa del Brasile 2008 ricevendo il premio come miglior muro, come già era accaduto nell'edizione precedente.
Nella stagione 2009-10 passa all'Osasco, dove rimane sette stagioni vincendo quattro edizioni consecutive del campionato sudamericano per club fra il 2009 e il 2012, due campionati brasiliani, il Campionato mondiale per club 2012 e la Coppa del Brasile 2014, oltre ad alcuni titoli dello Stato di San Paolo.
Nel campionato 2016-17 gioca per la prima volta all'estero, approdando alla Savino Del Bene, club impegnato nella Serie A1 italiana; nel gennaio 2020, dopo aver subito nel maggio precedente un'operazione come conseguenzza di un infortunio a tendine e legamento della spalla destra ed aver affrontato la successiva riabilitazione
, chiede ed ottiene l'interruzione del contratto con la formazione toscana e torna in patria, accordandosi con il Bauru per la seconda parte dell'annata 2019-20.

### Nazionale
Fa parte delle selezioni giovanili brasiliane e vince la medaglia d'oro al campionato sudamericano under 18 2002, la medaglia di bronzo al campionato mondiale under 18 2003 e quella d'oro nell'edizione 2005.
Nel 2005 debutta in nazionale maggiore, vincendo la medaglia di bronzo alla Coppa panamericana, dove riceve il premio come miglior muro. Nel 2008 si aggiudica la medaglia d'argento alla Coppa panamericana, mentre l'anno successivo vince quattro medaglie d'oro, alla Coppa panamericana, al World Grand Prix, alla Final Four Cup, dove riceve il premio per il miglior servizio, e al Campionato sudamericano; alla Grand Champions Cup, invece, vince solo la medaglia d'argento.
Dal 2010 al 2012, vince la medaglia d'argento in tre edizioni consecutive del World Grand Prix e giunge seconda al campionato mondiale 2010; vince però l'oro ai Giochi della XXX Olimpiade di Londra, al World Grand Prix 2013 e alla Grand Champions Cup 2013.
Nel 2014 bissa la vittoria al World Grand Prix ma giunge terza al campionato mondiale e seconda ai XVII Giochi panamericani; fa meglio negli anni successivi quando conquista due campionati sudamericani consecutivi (2015 e 2017) e le ultime due edizioni del World Grand Prix (2016 e 2017).
Nel 2021 vince la medaglia d'argento alla Volleyball Nations League.

## Palmarès

### Club
- Campionato brasiliano: 2

2009-10, 2011-12
- Coppa del Brasile: 2

2008, 2014
- Campionato sudamericano per club: 4

2009, 2010, 2011, 2012
- Campionato mondiale per club: 1

2012
- Campionato Paulista: 4

2007, 2008, 2012, 2013
- Coppa San Paolo: 2

2008, 2011

### Nazionale (competizioni minori)
- Campionato sudamericano under 18 2002
- Campionato sudamericano under 20 2004
- Campionato mondiale under 18 2003
- Coppa panamericana 2005
- Campionato mondiale under 18 2005
- Coppa panamericana 2008
- Montreux Volley Masters 2009
- Coppa panamericana 2009
- Final Four Cup 2009
- Montreux Volley Masters 2013
- Giochi panamericani 2015
- Montreux Volley Masters 2017

### Premi individuali
- 2003 - Campionato mondiale under 18: Miglior muro
- 2004 - Campionato sudamericano under 18: Miglior attaccante
- 2005 - Coppa panamericana: Miglior muro
- 2007 - Coppa del Brasile: Miglior muro
- 2008 - Superliga: Miglior muro
- 2008 - Coppa del Brasile: Miglior muro
- 2009 - Final Four Cup: Miglior servizio
- 2010 - Campionato sudamericano per club: MVP
- 2011 - Coppa del Mondo per club: Miglior muro
- 2012 - Superliga brasiliana: Miglior muro
- 2012 - Campionato sudamericano per club: Miglior attaccante
- 2014 - Campionato sudamericano per club: Miglior centrale
- 2015 - XVII Giochi panamericani: Miglior centrale
- 2022 - Campionato sudamericano per club: Miglior centrale